# Łukasz Gikiewicz
Łukasz Gikiewicz (Olsztyn, 26 ottobre 1987) è un calciatore polacco, attaccante del KS Raszyn.

## Carriera
Fino ai vent'anni gioca in squadre dilettantistiche polacche, negli anni successivi scala le categorie in Polonia fino a firmare con il Polonia Bytom nel gennaio 2009: esordisce e segna un gol nella massima divisione polacca. La stagione seguente firma con il ŁKS, in seconda serie. Gioca titolare realizzando 11 reti in 30 giornate di campionato, marcature che non bastano alla squadra a ottenere la promozione in Ekstraklasa dopo aver concluso il torneo in quarta posizione. Ritorna in Ekstraklasa con la maglia dello Śląsk Breslavia: a Breslavia ha l'opportunità di debuttare sia in Champions League sia in Europa League. Totalizza 13 gol e 73 incontri con questa formazione, per poi iniziare a girare il mondo: gioca tra Cipro (Omonia e AEL Limassol), Kazakistan, Bulgaria (Levski Sofia), Arabia Saudita, Thailandia e Giordania. Nel 2019 si accorda con la rifondata Steaua Bucarest, tornando a giocare in territorio europeo a distanza di quattro anni dopo l'ultima esperienza. Dopo qualche mese fa ritorno ai giordani dell'Al-Faisaly, che nell'ottobre 2020 lo cedono ai bahreniti dell'East Riffa.
Ha totalizzato circa 200 presenze e 50 reti da professionista.

## Palmarès

### Club

#### Competizioni nazionali
- Campionato polacco: 1

Śląsk Breslavia: 2011-2012
- Supercoppa di Polonia: 1

Śląsk Breslavia: 2012
- Campionato giordano di calcio: 1

Al-Faisaly: 2017-2018